# Élni és halni hagyni
Az Élni és halni hagyni egy 1973-as brit kalandfilm, ami a nyolcadik James Bond-film. Ebben a részben lépett színre Bond szerepében Roger Moore.

## Cselekmény
|  | Alább a cselekmény részletei következnek! |

Rövid időn belül három brit titkos ügynököt is megölnek, akik egy bizonyos Dr. Kanangát (Yaphet Kotto) figyeltek meg, mert feltételezhetően köze van egy nagy hatalmú drogkereskedőhöz, akit csak Mr. Bigként ismernek. Az egyik ügynököt az ENSZ-ben a magyar delegált felszólalása (Vernon Gábor) alatt, másikat New Orleans-ban, a harmadikat pedig egy San Monique nevezetű karibi szigeten. Az MI6 azonnal elindul a forró nyomon: M (Bernard Lee) haladéktalanul riadóztatja Bondot (Roger Moore), hogy folytassa a megkezdett nyomozást.
Már New Yorkban a leszállást követően nem sokkal később támadás éri a 007-est az úton, de megússza, és Felix Leiter (David Hedison) CIA-nyomozó segítségével mennek Kananga után. James hamar csapdába kerül egy harlemi Fillet of Soul kricsmiben. Itt összefut Mr. Biggel és szépséges jövendőmondó boszorkányával, Pasziánsszal (Jane Seymour) is, aki már jó előre látta Tarot-kártyákból az angol ügynök érkezését. De a 007-es jelenlétében egy másik lapot is húz, ami később a jósnőre fog vonatkozni.
Bond a szorult helyzetből kiszabadul és San Monique-ra utazik, ahol Rosie nevű segítője várja. Róla azonban gyorsan kiderül, hogy kettős ügynök, így a sziget felderítése közben Kananga távirányítású géppuskával lelöveti. A 007-es eztán Quarrel (Roy Stewart) nevű CIA-s kollégája segítségével Passziánsz lakosztályába lopódzik be. Cinkelt Tarot-kártyákkal kihúzatja vele a "szeretők" lapját. Amúgy ezt a kártyát még New Yorkban Passziánsz is kihúzta magának. Így végül a szépséges jósnő nem áll ellen a sorsának: odaadja szüzességét Bondnak, aki - ígéretét megtartva - megszökteti a szigetről egy kalandos üldözés nyomán. Közben Pasziánsz megmutatja a kábítószernek szánt mákültetvényt is, melyet Baron Samedi (Geoffrey Holder) védelmez.
Visszatérve az USA-ba New Orleans-ban elfogják őket. Mr. Big felfedi a kilétét: ő valójában Dr. Kanangra elmaszkírozva, akinek célja, hogy a San Monique-ban megtermelt heroint világszerte terítsék és ezzel drognagyhatalomként temérdek pénzre tegyenek szert. A módszere egyszerű: a riválisok kiütése gyanánt először ingyen oszt ki hatalmas mennyiségű drogot, hogy minél több ember rászokjon. Ha az ingyen adagok következtében a többi maffiás keresztapa pénzügyileg elbukik, utána már Kananga egymaga pénzért terjesztheti a kábítószert, s az árak tetszés szerint szabja meg. Kananga Passziánszt próbára teszi: a lány megtudja mondani, hogy James karórájának mi a szériaszáma, de kitudódik az is, hogy lefeküdt a brit ügynökkel, ezzel ártatlansága oda, amivel Kananga babonás hite szerint a varázsereje is megszűnt. Kanangra ezért halálra ítéli és visszahurcoltatja a szigetére, Bondot pedig az elosztó-központként szolgáló krokodilfarmra viteti megöletni. A feladat végrehajtását a speciális jobbkarral bíró Tee Hee-re (Julius Harris) bízza Kanangra, akinek a műkarja végén egy éles vágószerszám van. Tee Hee mielőtt a krokodilok elé vetné, megmutatja a telepet Bondnak, ahol több ezer krokodil és aligátor van. Megmutatja neki az Albert nevű krokodilt is, aki annak idején leharapta a kezét. A végén egy zátonyon hagyja Bondot pár darab nyers csirkehússal, hogy oda vonzza az állatokat. Ám a 007-es innen is kiszabadul - felrobbantva a drogelosztót - és a mocsaras víziutakon keresztül old kereket. Útját a nagypofájú J.W. Pepper sheriff (Clifton James) igyekszik állni, de nem sok sikerrel.
Bond ismét San Monique-ra megy, hogy kiszabadítsa Passziánszt, akit egy okkult szertartás keretében akarnak kivégezni. A mákültetvényt felrobbantja, Baron Samedit pedig egy mérges kígyókkal teli koporsóba löki. A föld alatti alagútrendszeren át igyekszik megszökni a jósnővel, de Kanangra elfogja őket. Egy cápával akarja őket felfaltatni, ám Bond kiszabadul és egy sűrített levegővel töltött pisztolygolyóval végez Kanangával.

Ismét New Orleans-ban a 007-es vonatra száll kedvesével, ám az út folyamán Tee Hee az életükre tör. Bond végül kihajítja a félkarú gengsztert a vonat ablakán és robognak tovább, nem is sejtve a "második nászéjszakájuk" közben, hogy Baron Samedi a mozdony orrán csücsül és utazik velük tovább...
|  | Itt a vége a cselekmény részletezésének! |

## Szereplők
| Szerep             | Színész             | Magyar hang         |
| ------------------ | ------------------- | ------------------- |
| James Bond         | Roger Moore         | Láng József         |
| Kananga / Mr. Big  | Yaphet Kotto        | Melis Gábor         |
| Pasziánsz          | Jane Seymour        | Kiss Virág          |
| J.W. Pepper seriff | Clifton James       | Horkai János        |
| Tee Hee            | Julius Harris       | Juhász Tóth Frigyes |
| Baron Samedi       | Geoffrey Holder     | Kardos Gábor        |
| Felix Leiter       | David Hedison       | Kovács István       |
| Rosie Carver       | Gloria Hendry       | Kocsis Judit        |
| M                  | Bernard Lee         | Dobránszky Zoltán   |
| Miss Moneypenny    | Lois Maxwell        | Bessenyei Emma      |
| Adam               | Tommy Lane          | Várkonyi András     |
| Whisper            | Earl Jolly Brown    | Hankó Attila        |
| Quarrel, Jr.       | Roy Stewart         | Kárpáti Tibor       |
| Harold Strutter    | Lon Satton          | Kőszegi Ákos        |
| Taxis              | Arnold Williams     | Koncz István        |
| Mrs. Bell          | Ruth Kempf          | Gyimesi Pálma       |
| Mr. Bleeker        | Stephen Hendrickson | Verebély Iván       |

## Érdekesség
- A film elején az ENSZ-székházban magyar nyelvű felszólalás hangzik el, melyet a magyar származású Vernon Gábor (1925–1985) színész adott elő.
- Bond ebben a részben többször is szivarral látható, ez amiatt is történt, mert Moore szenvedélyes szivarozó volt, és kikötötte, hogy a Montecristo márkájú szivarjait folyamatosan biztosítsák neki.[1]
- Ebben a filmben törték össze talán a legtöbb járművet, a jelenetek felvétele során sok autót, több emeletes buszt, repülőt és motorcsónakot amortizáltak le.
- Pasziánsz szerepére Jane Seymoure mellett Catherine Deneuve-t is esélyesnek tartották.[2]
- Tom Mankiewicz először azt szerette volna, ha a Pasziánsz a filmben színesbőrű lenne és a szerepre Diana Rosst javasolta, de a producerek inkább maradt a Ian Flaming-féle koncepció mellett, ugyanis a film regényváltozatában is Pasziánsz fehér nő.[2]